# Feijenoord in het seizoen 1954/55
Het seizoen 1954/1955 was het eerste jaar in het bestaan van de Rotterdamse betaaldvoetbalclub Feijenoord. De club kwam uit in de Eerste klasse C en eindigde op de zevende plaats, dit betekende dat de club in het nieuwe seizoen uitkwam op het hoogste voetbalniveau.

## Wedstrijdstatistieken

### Eerste klasse D(afgebroken)
|       | ADO   | Bleijerheide | Brabantia | D.F.C. | Eindhoven | Emma  | Juliana | LONGA | MVV   | NOAD  | Sparta | SVV   |
| ----- | ----- | ------------ | --------- | ------ | --------- | ----- | ------- | ----- | ----- | ----- | ------ | ----- |
| Thuis | 2 – 1 | –            | –         | –      | –         | –     | 7 – 0   | 3 – 0 | 4 – 2 | 5 – 0 | –      | 2 – 5 |
| Uit   | –     | –            | 2 – 4     | 1 – 1  | 2 – 1     | 0 – 5 | –       | –     | –     | –     | –      | –     |

### Eerste klasse C
|       | Alkmaar '54 | Blauw-Wit | EBOH  | Enschedese Boys | GVAV  | Haarlem | Hermes DVS | Limburgia | N.E.C. | NOAD  | PSV   | Rapid JC | Vitesse |
| ----- | ----------- | --------- | ----- | --------------- | ----- | ------- | ---------- | --------- | ------ | ----- | ----- | -------- | ------- |
| Thuis | 2 – 2       | 3 – 5     | 0 – 1 | 1 – 1           | 4 – 6 | 2 – 0   | 5 – 3      | 1 – 1     | 2 – 2  | 2 – 1 | 0 – 0 | 3 – 1    | 2 – 1   |
| Uit   | 0 – 1       | 1 – 0     | 1 – 0 | 0 – 3           | 3 – 6 | 4 – 0   | 1 – 4      | 1 – 3     | 0 – 2  | 2 – 1 | 2 – 0 | 5 – 0    | 3 – 0   |

## Statistieken Feijenoord 1954/1955

### Eindstand Feijenoord in de Nederlandse Eerste klasse C 1954 / 1955
| Stand | Gespeeld | Gewonnen | Gelijk | Verloren | Punten | Doelpunten voor | Doelpunten tegen |
| ----- | -------- | -------- | ------ | -------- | ------ | --------------- | ---------------- |
| 7e    | 26       | 11       | 5      | 10       | 27     | 47              | 47               |

### Eindstand Feijenoord in de Nederlandse Eerste klasse D 1954 / 1955 (afgebroken)
| Stand | Gespeeld | Gewonnen | Gelijk | Verloren | Punten | Doelpunten voor | Doelpunten tegen |
| ----- | -------- | -------- | ------ | -------- | ------ | --------------- | ---------------- |
| 1e    | 10       | 7        | 1      | 2        | 15     | 34              | 13               |

### Topscorers
| #      | Naam                 | Goal |
| ------ | -------------------- | ---- |
| 1.     | Toon Meerman         | 9    |
| 2.     | Nico de Bruijn       | 7    |
| 2.     | Gerard van de Korput | 7    |
| 4.     | Daan den Bleijker    | 5    |
| 4.     | Gerrit Hol           | 5    |
| 6.     | Tinus Bosselaar      | 4    |
| 7.     | Wim van der Heide    | 3    |
| 7.     | Bep Zaal             | 3    |
| 9.     | Riny van Woerden     | 2    |
| 10.    | Hans van der Hoek    | 1    |
| 10.    | Piet Steenbergen     | 1    |
| Totaal | Totaal               | 47   |

| #              | Naam                 | Goal |
| -------------- | -------------------- | ---- |
| 1.             | Toon Meerman         | 13   |
| 2.             | Nico de Bruijn       | 7    |
| 3.             | Daan den Bleijker    | 3    |
| 3.             | Gerrit Hol           | 3    |
| 3.             | Riny van Woerden     | 3    |
| 6.             | Gerard Kerkum        | 2    |
| 7.             | Hans van der Hoek    | 1    |
| 7.             | Gerard van de Korput | 1    |
| Eigen doelpunt |                      |      |
| –              | Frits Stevens (MVV)  | 1    |
| Totaal         | Totaal               | 34   |

## Voetnoten
Mannen
1954/55 · 1955/56 · 1956–1988 · 1988/89 · 1989/90 · 1990/91 · 1991/92 · 1992/93 · 1993/94 · 1994/95 · 1995/96 · 1996/97 · 1997/98 · 1998/99 · 1999/00 · 2000/01 · 2001/02 · 2002/03 · 2003/04 · 2004/05 · 2005/06 · 2006/07 · 2007/08 · 2008/09 · 2009/10 · 2010/11 · 2011/12 · 2012/13 · 2013/14 · 2014/15 · 2015/16 · 2016/17 · 2017/18 · 2018/19 · 2019/20 · 2020/21 · 2021/22 · 2022/23 · 2023/24 · 2024/25 · 2025/26

Vrouwen
2021/22 · 2022/23 · 2023/24 · 2024/25 · 2025/26